# Palazzo Pica Alfieri
Palazzo Pica Alfieri è un palazzo storico dell'Aquila

## Storia
Il palazzo sorge sul luogo di una preesistente architettura rinascimentale, il Palazzo del Conte di Montorio, nel quale soggiornò anche la regina Giovanna d'Aragona nel 1493. Successivamente, l'edificio passò nelle mani di Pompeo Colonna e divenne residenza ufficiale del tesoriere dell'Abruzzo Ultra: in questa veste ospitò, tra gli altri, i coniugi Andrea Ardinghelli e Margherita Strozzi.
Nel 1685 il palazzo, allora di proprietà di Maffeo Barberini, venne acquistato da Ludovico Alfieri per 1.700 ducati. Venne quasi completamente distrutto dal terremoto del 1703 e successivamente riedificato nelle fattezze attuali.
Considerato, insieme all'adiacente palazzo Quinzi, uno dei primi esempi di barocco aquilano (stile che troverà il suo massimo splendore nella seconda metà del XVIII secolo con la realizzazione di palazzo Centi) venne rinnovato per mano di Francesco Fontana in varie fasi: un primo intervento consistette nella ristrutturazione degli spazi interni, il che permise in breve tempo il rientro della famiglia Alfieri nel palazzo, mentre subito dopo si procedette alla realizzazione della facciata. Nel 1785, esattamente un secolo dopo l'acquisto e grazie al matrimonio tra Eusebia Alfieri e Giannanatonio Pica — erede dell'importante famiglia aquilana dei Pica — il palazzo prende il nome di Pica-Alfieri.
Il palazzo riportò danni ingenti in seguito al terremoto del 2009 e fu dichiarato inagibile. I beni contenuti nell'edificio sino al 2009 – mobilio e pezzi d'arte – vennero messi all'asta e venduti nel 2011, senza dichiarazioni dalla famiglia Pica Alfieri al riguardo.
Il 15 settembre 2014 sono iniziati i lavori di ricostruzione del palazzo, terminati con la riapertura al pubblico del palazzo il 29 settembre 2018.

## Descrizione
Il palazzo è situato su piazza Santa Margherita, lungo l'asse di via Roma che costituisce il decumano dell'impianto urbanistico angioino. La piazza costituiva sino al XVIII secolo, insieme alla piazza del Palazzo, il centro politico della città. Frontalmente è il Palazzo della Congregazione dei Nobili (la cui facciata si presenta allineata all'androne di palazzo Pica Alfieri, sul lato occidentale la chiesa di Santa Margherita e su quello occidentale il Palazzo Margherita, antica dimora della governatrice Margherita d'Austria e oggi sede del municipio.
La facciata principale, opera di Pietropaolo Porani del 1726, è tripartita e caratterizzata da una balconata sorretta da quattro esili colonnine e che sovrasta i due portali d'ingresso. La pianta è quadrangolare con tre lati liberi mentre sul quarto una controparete lo separa da palazzo Quinzi. All'interno è presente un ampio cortile; nei saloni sono ben conservati gli arredi settecenteschi oltre che una pinacoteca di oltre 50 dipinti comprendente opere di Girolamo Cenatiempo, Pompeo Cesura e Francesco Lavagna.